# SDSS J121607.03+141237.5
SDSS J121607.03+141237.5 ist eine Galaxie im Sternbild Coma Berenices am Nordsternhimmel. Sie ist schätzungsweise 295 Millionen Lichtjahre von der Milchstraße entfernt.
Im selben Himmelsareal befinden sich u. a. die Galaxien IC 3077, IC 3080, IC 3091, IC 3093.